# Kiyohara no Fukayabu
Kiyohara no Fukayabu (清原 深養父, dates inconnues) est un poète japonais waka de l'époque de Heian (IXe et Xe siècles).
Il est l'auteur du trente-sixième poème du Hyakunin Isshu et contributeur de 17 poèmes du Kokin wakashū. 
Il est le grand-père de Kiyohara no Motosuke, auteur du poème 42, et l'arrière grand-père de Sei Shonagon, auteur du poème 62 du Hyakunin Isshu.